# Fjodor Tjutčev
Fjodor Ivanovič Tjutčev (rus. Фёдор Иванович Тютчев 5. prosinca 1803. – 27. srpnja 1873.) jedan je od najznačajnijih ruskih pjesnika. 
Gotovo dvadeset godina svoga života proveo je u Münchenu i Torinu. Bio je dobar prijatelj Heinricha Heinea, a dobro je poznavao i Schellinga. Tjutčev se nije eksponirao kao pjesnik, te nije aktivno sudjelovao u literarnim krugovima svoga vremena.
Poznato je oko 400 njegovih pjesama koje Rusi vrlo često citiraju. Njegove rane pjesme napisane su u tradiciji ruske poezije osamnaestog stoljeća. Tridesetih godina u njegovoj se poeziji uočava utjecaj europskog (posebice njemačkog) romantizma. Tjutčev piše filozofsku poeziju o svemiru, prirodi i čovjeku. Četrdesetih godina napisao je nekoliko članaka o odnosima Rusije i zapadnoeuropske civilizacije. Pedesetih godina nastao je niz pjesama u kojima opisuje ljubav kao tragediju, a objedinjene su u ciklus koji je prema njegovoj ljubavnici Eleni Aleksandrovnoj Denisjevoj (1826. – 1864.) dobio naziv "Denisjevski". Ciklus se smatra jednim od vrhunaca svjetske ljubavne lirike. Šezdesetih i sedamdesetih godina nastaju mnoge njegove političke pjesme.
Njegova najpoznatija pjesma je "Silentium!". Pjesma je snažan poziv na šutnju, jer se ljudi međusobno ne mogu razumjeti. Stih "Izrečena je misao – laž" jedan je od njegovih najpoznatijih aforizama, kao i riječi "Rusiju um ne dokuči", te "Nije nam dano da unaprijed znamo odgovor na naše riječi".

## Vanjske poveznice
- Tjutčeviana